# Триданы
Трида́ны (бел. Трыда́ны) — деревня в Мядельском сельсовете Мядельского района Минской области Белоруссии.

## География
Деревня расположена в 7 км на Юг от г. Мяделя, 28 км от железнодорожной станции Княгинин на линии Молодечно-Полоцк, 167 км от Минска. Рельеф равнинный.

## История
Известна с XVIII века. В 1770 г. деревня (28 семей), в Мядельском старостве Ошмянского повета Виленского воеводства. С 1793 г. в составе Российской империи. В 1868 г. 18 хозяйств, 187 жителей, в Мядельской волости Вилейского уезда Виленской губернии. В школе грамоты, действовавшей в деревне, в 1896 г. училась 24 мальчика и 1 девочка. В 1897 г. 39 хозяйств, 247 жителей. В 1904 г. 218 жителей, в 1908 г.-232. С февраля по декабрь 1918 г. оккупирована германскими войсками. 
С 1919 г. в составе БССР. В 1921-39 гг. в составе Польши, в Мядельской гмине Дуниловичского (с 1925 г. Паставского) уезда Виленского воеводства. В 1921 г. 42 хозяйства, 250 жителей. С 1939 г. в БССР, с 12.10.1940 г. в Микасецком сельсовете Мядельского района Вилейской, с 20.09.1944 г. Молодеченской областей, с 16.07.1954 г. в Мядельском сельсовете (с 17.11.1959 г. до 25.01.1996 г. пос. Совет), с 20.01.1960 г. Минской области. Во Вторую мировую войну с начала июля 1941 г. до 04.07.1944 г. оккупировано немецко-фашистским захватчиками. В 1949 г. создан колхоз имени К. Е. Ворошилова, с 1954 г. в составе колхоза «Победитель» (центр — д. Лукьяновичи), который в 2003 г. был реорганизован СПК «Лукьяновичи» (ОАО «Лукьяновичи»). В 1970 г. 134 жителя. В 1997 г. 31 хозяйство, 57 жителей.

## Население
На 04.01.2021 г. 20 хозяйств, 45 жителей.